# Korejovce
Korejovce é um município da Eslováquia, situado no distrito de Svidník, na região de Prešov. Tem 4,06 km² de área e sua população em 2018 foi estimada em 82 habitantes.

## História
Em antigas histórias, a vila foi mencionada pela primeira vez em 1600.

## Demografia
| Ano:        | 1994 | 2004 | 2014    | 2024    |
| ----------- | ---- | ---- | ------- | ------- |
| Broj ljudi: | 66   | 66   | 79      | 69      |
| Razlika:    |      | +0%  | +19,69% | -12,65% |

| Ano:               | 2023 | 2024   |
| ------------------ | ---- | ------ |
| Número de pessoas: | 71   | 69     |
| Diferença:         |      | -2,81% |